# The Naked Brothers Band: Mystery Girl
The Naked Brothers Band: Mystery Girl es un especial de televisión de la serie estadounidense The Naked Brothers Band. La película está conformada por los 2 primeros episodios de la 3ª temporada de esta. Fue estrenada el 18 de octubre de 2008 en Estados Unidos y vista por más de 4 millones de personas.

## Reparto
- Nat Wolff - Nat Wolff / Daniel
- Alex Wolff - Alex Wolff / Oliver
- Allie DiMeco - Rosalina / Julia
- Thomas Batuello - Thomas
- David Levi - David
- Qaasim Middleton - Qaasim
- Cooper Pillot - Productor / Director
- Jesse Draper - Jesse Cook / Niñera
- Michael Wolff - Mr.Wolff / Padre de Alex y Nat
- Andrew Keenan-Bolger - Christopher, Director de la película

### Estrellas invitadas
- Miranda Cosgrove - Miranda Cosgrove.

El jueves 6 de agosto de 2009 se estrenó en NickCine en Nickelodeon y en canal 5 el 21 de diciembre.